# Ardaric
Ardaric (en llatí Ardaricus) va ser rei dels gèpids, una tribu germànica, durant el segle v.
Jordanes diu que havia aportat una gran quantitat de soldats a l'exèrcit d'Àtila, i el menciona entre els generals que acompanyaven als huns a la batalla dels Camps Catalàunics. Assegura que era un dels seguidors més lleials d'Àtila, que "l'apreciava per damunt de tots els altres generals". La batalla va acabar amb la retirada de les forces dels huns.
A la mort d'Àtila l'any 453, el seu fill gran Ellak va assumir el poder, però els altres dos germans, Dengizich i Ernakh li van disputar. Ardaric va aprofitar l'ocasió, i aliant-se amb els ostrogots va encapçalar la revolta contra els fills d'Àtila i els va derrotar en la batalla de Nedao, cosa que va posar fi a la supremacia dels huns a Europa. Ardaric es va instal·lar a Dàcia, on va constituir un regne.